# La Malagueta
La Malagueta är en amfiteater i Spanien.   Den ligger i provinsen Provincia de Málaga och regionen Andalusien, i den södra delen av landet, 400 km söder om huvudstaden Madrid. La Malagueta ligger 18 meter över havet.
Terrängen runt La Malagueta är kuperad norrut, men åt sydväst är den platt. Havet är nära La Malagueta åt sydost.  Närmaste större samhälle är Málaga, 0,86 km väster om La Malagueta.